# لینی
لینی (به ایتالیایی: Leini) یک کومونه در ایتالیا است که در استان تورین واقع شده‌است.

## خصوصیات
لینی ۳۲٫۴۵ کیلومترمربع مساحت و ۱۵٬۵۲۳ نفر جمعیت دارد و ۲۴۵ متر بالاتر از سطح دریا واقع شده‌است.